# ResearcherID
ResearcherID je idenfikační systém autorů vědeckých publikací. Systém zavedlo v lednu 2008 nakladatelství Thomson Reuters Corporation.
Účelem tohoto jedinečného identifikátoru je vyřešit problém identifikace autora a správné přiřazení publikací k autorům. Ve vědecké a akademické literatuře je běžné citovat jméno, příjmení a inciály jména autora článku. Toto nepostačuje pro jedinečnou idenfikaci autora, pokud jsou autoři se stejným jménem, icinicálami anebo dojde k zkomolení jména autora v časopise (např. jména s diakritikou).
Výzkumníci mohu využívat ResearcherID pro vznesení nároku na autorství publikací pomocí jednoznačného a trvalého identifikátoru. Tímto způsobem mohou udržovat svůj seznam publikací aktuální a přístupný online.
Kombinace ResearcherID a identifikátoru vědeckého článku Digital Object Identifier (DOI) umožňuje jedinečnou indentifikace autorů a vědeckého článku.